# Infosys
Infosys (Infosys Technologies Limited) — индийская компания, занимающаяся разработкой заказного программного обеспечения для электронной коммерции и телекоммуникационных предприятий. Также предоставляет консультационные услуги по вопросам информационных технологий и программного обеспечения. Основана в 1981 году, к 2008 году численность сотрудников превысила 100 тыс., годовой оборот — $4,1 млрд. Штаб-квартира расположена в Бангалоре.